# Памятник Низами Гянджеви (Ташкент)
Па́мятник Низами́ Гянджеви́ — памятник выдающемуся поэту, классику персидской поэзии Низами Гянджеви, расположенный в столице Узбекистана, в городе Ташкент, на площади у Ташкентского государственного педагогического университета имени Низами, около парка имени Бабура. Скульптором памятника является Ильхом Джаббаров, архитектором — Валерий Акопжанян.

## Описание
Памятник был установлен 23 марта 2004 года. В торжественной церемонии открытия памятника принимали участие президент Азербайджана Ильхам Алиев и президент Узбекистана Ислам Каримов.
Памятник представляет собой бюст Низами Гянджеви, изображающий поэта в восточном одеянии с тюрбаном на голове и держащим в левой руке книгу, а правую — у груди. На постаменте на узбекском (узб. Nızomıy Ganjavıy) и азербайджанском (азерб. Nizami Gəncəvi) написано имя поэта и указаны годы его рождения и смерти.